# بازی آل-استار ان‌بی‌ای
بازی آل-استار ان‌بی‌ای (انگلیسی: NBA All-Star ) تورنمنت سالانه‌ای است که توسط انجمن ملی بسکتبال با حضور بازیکنان ستاره لیگ‌ها از کنفرانس شرق در برابر همتایان خود از کنفرانس غرب و سلبریتی‌ها در ۳ شب برگزار می‌شود. این رویداد برجسته برای اولین بار در بوستون گاردن به تاریخ ۲ مارس ۱۹۵۱ برگزار شد.
بازیکنان اصلی هر تیم با ترکیبی از رأی هواداران، بازیکنان و رسانه‌ها انتخاب می‌شود، در حالی که سرمربیان هفت بازیکن ذخیره را از کنفرانس‌های مربوط به خود انتخاب می‌کنند بنابراین هر تیم یک لیست ۱۲ نفره دارد. مربیان مجاز به رای دادن به بازیکنان خود نیستند. اگر بازیکن منتخب به دلیل مصدومیت نتواند در این بازی شرکت کند، مأمور عالی‌رتبه NBA جایگزینی را انتخاب می‌کند.
از سال ۲۰۱۸، بازیکنان با بیشترین آراء در هر کنفرانس به عنوان کاپیتان تیم تعیین می‌شوند و می‌توانند اعضای تیم خود را بدون توجه به کنفرانس انتخاب کنند. لبرون جیمز و استفان کری اولین بازیکنانی بودند که کاپیتان تیم شدند و اعضای تیم خود را انتخاب کردند.

## تاریخچه
ایده برگزاری بازی آل-استار در طی ملاقات موریس پودولوف رئیس NBA، مدیر تبلیغات NBA هاسکل کوهن و مالک بوستون سلتیکس والتر آ. براون شکل گرفت.
کوهن برای جلب توجه مجدد مردم به لیگ، اعضای لیگ را به میزبانی یک بازی نمایشی با حضور بهترین بازیکنان لیگ، چیزی شبیه به بازی آل-استار لیگ برتر بیسبال آمریکا، پیشنهاد داد. گرچه اکثر افراد، از جمله پودولوف، نسبت به این ایده بدبین بودند، اما براون همچنان اطمینان داشت که این ایده موفقیت‌آمیز خواهد بود، و حتی پیشنهاد میزبانی بازی و جبران تمام هزینه‌ها یا ضررهای احتمالی ناشی از بازی را داد.
نخستین بازی آل-استار NBA در ۲ مارس ۱۹۵۱ در بوستون گاردن برگزار شد، جایی که آل-استار غربی با نتیجه ۱۱۱–۹۴ تیم آل-استار شرقی را شکست داد.
اد ماکولی از بوستون سلتیکس به عنوان اولین با ارزش‌ترین بازیکن آل-استار NBA نامگذاری شد.
این بازی با حضور ۱۰٫۰۹۴ تماشاگر، بسیار بیشتر از میانگین ۳۵۰۰ تماشاگر در آن فصل لیگ یک موفقیت بزرگ بود. در سال ۲۰۱۰، بازی آل-استار NBA با حضور ۱۰۸٫۷۱۳ نفر در ورزشگاه cowboys در آرلینگتون تگزاس، رکورد بیشترین تعداد تماشاگر در یک بازی بسکتبال را ثبت کرد. این رکورد قبلاً در فورد فیلد به تاریخ ۱۳ دسامبر ۲۰۰۳، هنگامی که ۷۸٫۱۲۹ تماشاگر بازی کنتاکی در ایالت میشیگان را تماشا می‌کردند، شکسته شده بود.
در تاریخ ۳ اکتبر ۲۰۱۷، NBA و NBPA تغییراتی را در قالب بازی اعلام کردند که از سال ۲۰۱۸ اعمال شد. به جای تقسیم‌بندی بر پایه کنفرانس، بازیکنان هر کنفرانس با بیشترین آرا، به عنوان کاپیتان تیم‌ها انتخاب می‌شوند و بقیه اعضای تیم چون بازیکنان اصلی و ذخیره‌ها را بدون توجه به کنفرانس، انتخاب می‌کنند.

## انتخاب فهرست بازیکنان
پنج نفر اصلی از هر کنفرانس شامل سه بازیکن جلو و دو گارد است که با ترکیبی از رای هواداران، بازیکنان و رسانه‌ها انتخاب می‌شوند. از سال ۲۰۱۷، NBA میزان تأثیرگذاری رأی‌ها را به این صورت مشخص کرد: رأی هواداران ۵۰٪، و رای بازیکنان و رسانه‌ها هر کدام ۲۵٪. NBA در سال ۲۰۰۳ رای‌گیری در آل-استار را به سه زبان انگلیسی، اسپانیایی و چینی برای رای دهی هواداران به بازیکنان اصلی آغاز کرد. مربیان NBA برای انتخاب بازیکنان ذخیره کنفرانس‌های مربوط به خود رای می‌دهند، اما نمی‌توانند بازیکنان را از تیم خود انتخاب کنند. اگر بازیکنان چند موقعیتی مدنظر باشند، مربیان ترجیح می‌دهند به بازیکنی در موقعیتی که «بیشترین نفع را برای تیم آل-استار دارد» رأی دهند، صرف نظر از اینکه موقعیت آن بازیکن در رأی‌گیری آل-استار یا جدول امتیازات NBA چه بوده‌است.
اگر بازیکن منتخب به دلیل مصدومیت نتواند در این بازی شرکت کند، مأمور عالی‌رتبه NBA جایگزینی را انتخاب می‌کند. اگر این جایگزین برای یک بازیکن اصلی باشد، مربی تیم هم می‌تواند اعمال نظر کند و فقط به نظر مأمور عالی‌رتبه محدود نمی‌شود.
از سال ۲۰۱۸، بازیکنانی که بیشترین رأی در هر کنفرانس را کسب کرده‌اند به عنوان کاپیتان تیم تعیین می‌شوند و می‌توانند اعضای تیم خود از جمله بازیکنان اصلی و ذخیره‌ها را بدون توجه به کنفرانس انتخاب کنند. لبرون جیمز و استفان کری اولین بازیکنانی بودند که در قالب جدید و در ۲۵ ژانویه بازیکنان را برای بازی آل-استار ۲۰۱۸ NBA انتخاب کردند.
به دلیل علاقه هواداران به روند انتخاب بازیکنان، کاپیتان‌های بازی آل-استار ۲۰۱۹، جیمز و یانیس آنتتوکونمپو، تیم‌های خود را به صورت زنده از طریق TNT آماده کردند.
سرمربی تیمی که بهترین عملکرد را در هر کنفرانس دارد، با منع حضور در مسابقات متوالی، برای هدایت کنفرانس مربوطه خود در بازی آل-استار انتخاب می‌شود. این قانون که با نام "قانون رایلی" شناخته می‌شود، پس از اینکه پت رایلی، سرمربی لس آنجلس لیکرز که عملکرد موفقی در مربیگری داشت و هشت بار در ۹ فصل از سال ۱۹۸۲ تا ۱۹۹۰ حق مربیگری در تیم کنفرانس غرب را بدست آورد، ایجاد شد.
بازیکنان آل-استار را می‌توان از یک تیم انتخاب کرد. رکورد آن چهار نفر است که هشت بار اتفاق افتاده. اولین بار در سال ۱۹۶۲ بود که چهار بازیکن از بوستون سلتیکس و لس آنجلس لیکرز انتخاب شدند. آخرین باری که چهار بازیکن آل-استار از یک تیم انتخاب شدند بازی آل-استار ۲۰۱۷ بود، که همگی از تیم گلدن استیت واریورز بودند.

## قوانین بازی
این بازی تحت قوانین عادی NBA انجام می‌شود، اما تفاوت‌های قابل توجهی با یک بازی معمولی وجود دارد. از آنجا که بازیکنان در این رویداد با رای هواداران انتخاب می‌شوند، بازیکنان گاهی بازی را در موقعیت‌های غیرمعمول شروع می‌کنند. به عنوان مثال، در بازی ۲۰۰۷، کوبی برایانت و تریسی مک گرادی به عنوان گاردهای کنفرانس غرب انتخاب شدند. از آنجا که هر دو بازیکن به‌طور معمول شوتینگ گارد بازی می‌کنند، برایانت بازی را به عنوان گارد پوینت آغاز کرد. گیم پلی بازی معمولاً شامل بازیکنانی می‌شود که سعی می‌کنند اسلم دانک و الیوپ بزنند و تلاش برای دفاع معمولاً محدود است. امتیاز نهایی به‌طور کلی بسیار بالاتر از یک بازی رقابتی معمولی در NBA است. اگر امتیازها نزدیک باشد، کوارتر چهارم رقابتی تر می‌شود. این قالب در سال ۲۰۲۰ تغییر یافت تا از Elam Ending استفاده شود. در قوانین عادی Elam Ending، چهار دقیقه مانده به پایان بازی، زمان متوقف و یک امتیاز هدف تعیین و هر تیم که زودتر به این امتیاز برسد بازی را برنده می‌شود. در سال ۲۰۲۰، NBA در پایان کوارتر سوم ۲۴ امتیاز به هر تیم اضافه کرد (به افتخار کوبی برایانت، که یک ماه قبل در یک سقوط هلی کوپتر کشته شده بود). درحالی که تیم یانیس در پایان کوارتر سوم از تیم لبران ۱۳۳–۱۲۴ برتری داشت، امتیاز هدف ۱۵۷ تعیین و در نهایت تیم لبرون برنده مسابقه شد.
معارفه بازیکنان معمولاً با جلوه‌هایی؛ از جمله جلوه‌های نور، موسیقی رقص و آتشکاری همراه است. هر ساله لباسهایی ویژه برای بازی طراحی می‌شوند که معمولاً قرمز برای کنفرانس غرب و آبی برای کنفرانس شرق است. از سال ۱۹۹۷ تا ۲۰۰۲، بازیکنان می‌توانستند لباس‌های معمول تیم اصلی خود را بپوشند. «کنفرانس میزبان» به‌طور سنتی لباس‌های روشن می‌پوشد، به جز از سال ۲۰۱۰ تا ۲۰۱۴. بازیکنان هم تیمی با شماره یکسان، می‌توانستند شماره خود را تغییر دهند: پاتریک اوینگ، که به‌طور معمول شماره ۳۳ را می‌پوشید، شماره ۳ را پوشید زیرا لری برد نیز این شماره را داشت. از سال ۱۹۹۷، بازیکنان می‌توانند شماره‌های یکنواخت خود را حفظ کنند.

## نتایج بازی‌ها
لیست زیر از هر بازی آل-استار، شامل محل برگزاری و با ارزش‌ترین بازیکن آل-استار است. اعداد داخل پرانتز برای مکان و شهر، نشان دهندهٔ تعداد دفعات برگزاری بازی در آن و برای بازیکن میزان انتخاب او به عنوان با ارزشترین بازیکن آل-استار است (به عنوان مثال "مایکل جردن (۲)" در سال ۱۹۹۶ نشان می‌دهد که دومین جایزه‌اش به عنوان با ارزشترین بازیکن آل-استار بوده‌است). تا زمان بازی آل-استار ۲۰۱۷ (NBA فصل ۱۷–۲۰۱۶) و پیش از تغییر قوانین در سال ۲۰۱۸، کنفرانس شرق با ثبت ۳۷ پیروزی و ۲۹ باخت پیشتاز است.
| کنفرانس شرق (ان‌بی‌ای) (۳۷ برد) | کنفرانس غرب (ان‌بی‌ای) (۲۹ برد) |
| ----------------------------- | ----------------------------- |

توجه: نام ورزشگاه‌ها و تیم‌ها مطابق با نامشان در همان روز بازی است.
| سال  | نتیجه | ورزشگاه میزبان                                                                                                   | شهر میزبان | با ارزشترین بازیکن                                                                                               |
| ---- | --- | --- | --- | --- |
| ۱۹۵۱ | شرق ۱۱۱، غرب ۹۴                                                                                                  | Boston Garden | بوستون، ماساچوست                                                                                                 | اد ماکولی، بوستون سلتیکس                                                                                         |
| ۱۹۵۲ | شرق ۱۰۸، شرق ۹۱                                                                                                  | (Boston Garden (2                                                                                                | بوستون، ماساچوست (۲)                                                                                             | پاول آریزین، فیلادلفیا واریورز                                                                                   |
| ۱۹۵۳ | غرب ۷۹، شرق ۷۵                                                                                                   | Allen County War Memorial Coliseum                                                                               | فرت وین، ایندیانا                                                                                                | جورج مایکن، مینیاپولیس لیکرز                                                                                     |
| ۱۹۵۴ | شرق ۹۸، غرب ۹۳ (OT)                                                                                              | Madison Square Garden III**                                                                                      | نیویورک سیتی، نیویورک                                                                                            | باب کوزی، بوستون سلتیکس                                                                                          |
| ۱۹۵۵ | شرق ۱۰۰، غرب ۹۱                                                                                                  | (Madison Square Garden III** (۲                                                                                  | نیویورک سیتی، نیویورک (۲)                                                                                        | بیل شارمن، بوستون سلتیکس                                                                                         |
| ۱۹۵۶ | غرب ۱۰۸، شرق ۹۴                                                                                                  | Rochester War Memorial Coliseum                                                                                  | روچستر، نیویورک                                                                                                  | باب پتیت، سنت لوئیس هاکس                                                                                         |
| ۱۹۵۷ | شرق ۱۰۹، غرب ۹۷                                                                                                  | (Boston Garden (3                                                                                                | بوستون، ماساچوست (۳)                                                                                             | باب کوزی (۲)، بوستون سلتیکس                                                                                      |
| ۱۹۵۸ | شرق ۱۳۰، غرب ۱۱۸                                                                                                 | St. Louis Arena                                                                                                  | سنت لوئیس، میزوری                                                                                                | باب پتیت (۲)، سنت لوئیس هاکس                                                                                     |
| ۱۹۵۹ | غرب ۱۲۴، شرق ۱۰۸                                                                                                 | Olympia Stadium                                                                                                  | دیترویت، میشیگان                                                                                                 | الگین بیلور، مینیاپولیس لیکرز باب پتیت (۳)، سنت لوئیس هاکس                                                       |
| ۱۹۶۰ | شرق ۱۲۵، غرب ۱۱۵                                                                                                 | Convention Hall                                                                                                  | فیلادلفیا، پنسیلوانیا                                                                                            | ویلت چمبرلین، فیلادلفیا واریورز                                                                                  |
| ۱۹۶۱ | غرب ۱۵۳، شرق ۱۳۱                                                                                                 | Onondaga County War Memorial Coliseum                                                                            | سیرکوس، نیویورک                                                                                                  | اسکار رابرتسون، سینسیناتی رویالز                                                                                 |
| ۱۹۶۲ | غرب ۱۵۰، شرق ۱۳۰                                                                                                 | (St. Louis Arena (2                                                                                              | سنت لوئیس، میزوری (۲)                                                                                            | باب پتیت (۴)، سنت لوئیز هاکس                                                                                     |
| ۱۹۶۳ | شرق ۱۱۵، غرب ۱۰۸                                                                                                 | LA Sports Arena                                                                                                  | لس آنجلس، کالیفرنیا                                                                                              | بیل راسل، بوستون سلتیکس                                                                                          |
| ۱۹۶۴ | شرق ۱۱۱، غرب ۱۰۷                                                                                                 | (Boston Garden (4                                                                                                | بوستون، ماساچوست (۴)                                                                                             | اسکار رابرتسون (۲)، سینسیناتی رویالز                                                                             |
| ۱۹۶۵ | شرق ۱۲۴، غرب ۱۲۳                                                                                                 | (St. Louis Arena (3                                                                                              | سنت لوئیس، میزوری (۳)                                                                                            | جری لوکاس، سینسیناتی رویالز                                                                                      |
| ۱۹۶۶ | شرق ۱۳۷، غرب ۹۴                                                                                                  | Cincinnati Gardens                                                                                               | کنتیکت، اوهایو                                                                                                   | آدریان اسمیت، سینسیناتی رویالز                                                                                   |
| ۱۹۶۷ | غرب ۱۳۵، شرق ۱۲۰                                                                                                 | Cow Palace | دیلی سیتی، کالیفرنیا                                                                                             | ریک بری، سان فرانسیسکو واریورز                                                                                   |
| ۱۹۶۸ | شرق ۱۴۴، غرب ۱۲۴                                                                                                 | (Madison Square Garden III** (۳                                                                                  | نیویورک سیتی، نیویورک (۳)                                                                                        | هال گریر، فیلادلفیا ۷۶رز                                                                                         |
| ۱۹۶۹ | شرق ۱۲۳، غرب ۱۱۲                                                                                                 | Baltimore Civic Center                                                                                           | بالتیمور، ماریلند                                                                                                | اسکار رابرتسون (۳)، سینسیناتی رویالز                                                                             |
| ۱۹۷۰ | شرق ۱۴۲، غرب ۱۳۵                                                                                                 | The Spectrum | فیلادلفیا، پنسیلوانیا (۲)                                                                                        | ویلیس رید، نیویورک نیکس                                                                                          |
| ۱۹۷۱ | غرب ۱۰۸، شرق ۱۰۷                                                                                                 | San Diego Sports Arena                                                                                           | سن دیگو، کالیفرنیا                                                                                               | لنی ویلکینز، سیاتل سوپرسانیکس                                                                                    |
| ۱۹۷۲ | غرب ۱۱۲، شرق ۱۱۰                                                                                                 | The Forum | اینگلوود، کالیفرنیا                                                                                              | جری وست، لس آنجلس لیکرز                                                                                          |
| ۱۹۷۳ | شرق ۱۰۴، غرب ۸۴                                                                                                  | Chicago Stadium                                                                                                  | شیکاگو، ایلینوی                                                                                                  | دیو کاونز، بوستون سلتیکس                                                                                         |
| ۱۹۷۴ | غرب ۱۳۴، شرق ۱۲۳                                                                                                 | Seattle Center Coliseum                                                                                          | سیاتل، واشینگتن                                                                                                  | باب لانیر، دیترویت پیستونز                                                                                       |
| ۱۹۷۵ | شرق ۱۰۸، غرب ۱۰۲                                                                                                 | Arizona Veterans Memorial Coliseum                                                                               | فینیکس، آریزونا                                                                                                  | والت فریزر، نیویورک نیکس                                                                                         |
| ۱۹۷۶ | شرق ۱۲۳، غرب ۱۰۹                                                                                                 | (The Spectrum (2                                                                                                 | فیلادلفیا، پنسیلوانیا (۳)                                                                                        | دیو بینگ، واشینگتن بولتز                                                                                         |
| ۱۹۷۷ | غرب ۱۲۵، شرق ۱۲۴                                                                                                 | Milwaukee Arena                                                                                                  | میلواکی، ویسکانسین                                                                                               | جولیوس اروینگ، فیلادلفیا ۷۶رز                                                                                    |
| ۱۹۷۸ | شرق ۱۳۳، غرب ۱۲۵                                                                                                 | Omni Coliseum | آتلانتا، جورجیا                                                                                                  | رندی اسمیت، بوفالو بریوز                                                                                         |
| ۱۹۷۹ | غرب ۱۳۴، شرق ۱۲۹                                                                                                 | Pontiac Silverdome                                                                                               | پونتیاک، میشیگان†                                                                                                | دیوید تامسون، دنور ناگتس                                                                                         |
| ۱۹۸۰ | شرق ۱۴۴، غرب ۱۳۶ (OT)                                                                                            | Capital Centre                                                                                                   | لانداوور، ماریلند                                                                                                | جرج گروین، سن آنتونیو اسپرز                                                                                      |
| ۱۹۸۱ | شرق ۱۲۳، غرب ۱۲۰                                                                                                 | Coliseum at Richfield                                                                                            | ریچفیلد، اوهایو                                                                                                  | نیت آرچیبالد، بوستون سلتیکس                                                                                      |
| ۱۹۸۲ | شرق ۱۲۰، غرب ۱۱۸                                                                                                 | Brendan Byrne Arena                                                                                              | رادرفورد شرقی، نیوجرسی                                                                                           | لری برد، بوستون سلتیکس                                                                                           |
| ۱۹۸۳ | شرق ۱۳۲، غرب ۱۲۳                                                                                                 | (The Forum (2 | اینگلوود، کالیفرنیاا (۲)                                                                                         | جولیوس اروینگ (۲)، فیلادلفیا ۷۶رز                                                                                |
| ۱۹۸۴ | شرق ۱۵۴، غرب ۱۴۵ (OT)                                                                                            | McNichols Sports Arena                                                                                           | دنور، کلرادو | آیزیاه توماس، دیترویت پیستونز                                                                                    |
| ۱۹۸۵ | غرب ۱۴۰، شرق ۱۲۹                                                                                                 | Hoosier Dome | ایندیاناپلیس، ایندیانا†                                                                                          | رالف سامسون، هیوستون راکتس                                                                                       |
| ۱۹۸۶ | شرق ۱۳۹، غرب ۱۳۲                                                                                                 | Reunion Arena | دالاس، تگزاس | آیزیاه توماس (۲)، دیترویت پیستونز                                                                                |
| ۱۹۸۷ | غرب ۱۵۴، شرق ۱۴۹ (OT)                                                                                            | Kingdome | سیاتل، واشینگتن † (۲)                                                                                            | تام چمبرز، سیاتل سوپرسانیکس                                                                                      |
| ۱۹۸۸ | شرق ۱۳۸، غرب ۱۳۳                                                                                                 | (Chicago Stadium (2                                                                                              | شیکاگو، ایلینوی (۲)                                                                                              | مایکل جردن، شیکاگو بولز                                                                                          |
| ۱۹۸۹ | غرب ۱۴۳، شرق ۱۳۴                                                                                                 | Astrodome | هیوستون، تگزاس†                                                                                                  | کارل مالون، یوتا جاز                                                                                             |
| ۱۹۹۰ | شرق ۱۳۰، غرب ۱۱۳                                                                                                 | Miami Arena | میامی، فلوریدا                                                                                                   | مجیک جانسون، لس آنجلس لیکرز                                                                                      |
| ۱۹۹۱ | شرق ۱۱۶، غرب ۱۱۴                                                                                                 | Charlotte Coliseum                                                                                               | شارلوت، کارولینای شمالی                                                                                          | چارلز بارکلی، فیلادلفیا ۷۶رز                                                                                     |
| ۱۹۹۲ | غرب ۱۵۳، شرق ۱۱۳                                                                                                 | Orlando Arena§                                                                                                   | اورلندو، فلوریدا                                                                                                 | مجیک جانسون (۲)، لس آنجلس لیکرز                                                                                  |
| ۱۹۹۳ | غرب ۱۳۵، شرق ۱۳۲ (OT)                                                                                            | Delta Center§ | سالت‌لیک‌سیتی، یوتا                                                                                                | کارل مالون (۲)، یوتا جاز جان استاکتون، یوتا جاز                                                                  |
| ۱۹۹۴ | شرق ۱۲۷، غرب ۱۱۸                                                                                                 | Target Center | مینیاپولیس، مینه سوتا                                                                                            | اسکاتی پیپن، شیکاگو بولز                                                                                         |
| ۱۹۹۵ | غرب ۱۳۹، شرق ۱۱۲                                                                                                 | America West Arena§                                                                                              | فینیکس، آریزونا (۲)                                                                                              | میچ ریچموند، ساکرامنتو کینگز                                                                                     |
| ۱۹۹۶ | شرق ۱۲۹، غرب ۱۱۸                                                                                                 | Alamodome | سن آنتونیو، تگزاس                                                                                                | مایکل جردن (۲)، شیکاگو بولز                                                                                      |
| ۱۹۹۷ | شرق ۱۳۲، غرب ۱۲۰                                                                                                 | Gund Arena§ | کلیولند، اوهایو                                                                                                  | گلن ریس، شارلوت هورنتس                                                                                           |
| ۱۹۹۸ | شرق ۱۳۵، غرب ۱۱۴                                                                                                 | Madison Square Garden***                                                                                         | نیویورک سیتی، نیویورک (۴)                                                                                        | مایکل جردن (۳)، شیکاگو بولز                                                                                      |
| ۱۹۹۹ | به دلیل وقفه در لیگ لغو شد. در ابتدا قرار بود این بازی در First Union Center در فیلادلفیای پنسیلوانیا انجام شود. | به دلیل وقفه در لیگ لغو شد. در ابتدا قرار بود این بازی در First Union Center در فیلادلفیای پنسیلوانیا انجام شود. | به دلیل وقفه در لیگ لغو شد. در ابتدا قرار بود این بازی در First Union Center در فیلادلفیای پنسیلوانیا انجام شود. | به دلیل وقفه در لیگ لغو شد. در ابتدا قرار بود این بازی در First Union Center در فیلادلفیای پنسیلوانیا انجام شود. |
| ۲۰۰۰ | غرب ۱۳۷، شرق ۱۲۶                                                                                                 | The Arena in Oakland                                                                                             | اوکلند، کالیفرنیا                                                                                                | تیم دانکن، سان آنتونیو اسپرز شکیل اونیل، لس آنجلس لیکرز                                                          |
| ۲۰۰۱ | شرق ۱۱۱، غرب ۱۱۰                                                                                                 | MCI Center | واشینگتن، دی.سی.                                                                                                 | آلن آیورسن، فیلادلفیا ۷۶رز                                                                                       |
| ۲۰۰۲ | غرب ۱۳۵، شرق ۱۲۰                                                                                                 | First Union Center                                                                                               | فیلادلفیا، پنسیلوانیا (۴)                                                                                        | کوبی برایانت، لس آنجلس لیکرز                                                                                     |
| ۲۰۰۳ | غرب ۱۵۵، شرق ۱۴۵ (2OT)                                                                                           | Philips Arena | آتلانتا، جورجیا (۲)                                                                                              | کوین گارنت، مینه‌سوتا تیمبرولوز                                                                                   |
| ۲۰۰۴ | غرب ۱۳۶، شرق ۱۳۲                                                                                                 | Staples Center                                                                                                   | لس آنجلس، کالیفرنیا (۲)                                                                                          | شکیل اونیل (۲)، لس آنجلس لیکرز                                                                                   |
| ۲۰۰۵ | شرق ۱۲۵، غرب ۱۱۵                                                                                                 | Pepsi Center | دنور، کلرادو (۲)                                                                                                 | آلن ایورسون (۲)، فیلادلفیا ۷۶رز                                                                                  |
| ۲۰۰۶ | شرق ۱۲۲، غرب ۱۲۰                                                                                                 | Toyota Center | هیوستون، تگزاس (۲)                                                                                               | لبران جیمز، کلیولند کاوالیرز                                                                                     |
| ۲۰۰۷ | غرب ۱۵۳، شرق ۱۳۲                                                                                                 | Thomas & Mack Center                                                                                             | پارادایس، نوادا*                                                                                                 | کوبی برایانت (۲)، لس آنجلس لیکرز                                                                                 |
| ۲۰۰۸ | شرق ۱۳۴، غرب ۱۲۸                                                                                                 | New Orleans Arena§                                                                                               | نیواورلئان، لوئیزیانا                                                                                            | لبران جیمز (۲)، کلیولند کاوالیرز                                                                                 |
| ۲۰۰۹ | غرب ۱۴۶، شرق ۱۱۹                                                                                                 | (US Airways Center (2                                                                                            | فینیکس، آریزونا (۳)                                                                                              | کوبی برایانت (۳)، لس آنجلس لیکرز شکیل اونیل (۳)، فینیکس سانز                                                     |
| ۲۰۱۰ | شرق ۱۴۱، غرب ۱۳۹                                                                                                 | Cowboys Stadium                                                                                                  | آرلینگتون، تگزاس#†                                                                                               | دوین وید، میامی هیت                                                                                              |
| ۲۰۱۱ | غرب ۱۴۸, شرق 143                                                                                                 | (Staples Center (۲                                                                                               | لس آنجلس، کالیفرنیا (۳)                                                                                          | کوبی برایانت (۴)، لس آنجلس لیکرز                                                                                 |
| ۲۰۱۲ | غرب ۱۵۲، شرق ۱۴۹                                                                                                 | (Amway Center (2                                                                                                 | اورلندو، فلوریدا (۲)                                                                                             | کوین دورانت، اکلاهما سیتی تاندر                                                                                  |
| ۲۰۱۳ | غرب ۱۴۳، شرق ۱۳۸                                                                                                 | (Toyota Center (2                                                                                                | هیوستون، تگزاس (۳)                                                                                               | کریس پاول، لس آنجلس کلیپرز                                                                                       |
| ۲۰۱۴ | شرق ۱۶۳، غرب ۱۵۵                                                                                                 | (Smoothie King Center (2                                                                                         | نیواورلئان، لوئیزیانا (۲)                                                                                        | کایری اروینگ، کلیولند کاوالیرز                                                                                   |
| ۲۰۱۵ | غرب ۱۶۳، شرق ۱۵۸                                                                                                 | Madison Square Garden (2)*** / Barclays Center                                                                   | نیویورک سیتی، نیویورک (۵)                                                                                        | راسل وستبروک، اکلاهما سیتی تاندر                                                                                 |
| ۲۰۱۶ | غرب ۱۹۶، شرق ۱۷۳                                                                                                 | Air Canada Centre                                                                                                | تورنتو، انتاریو                                                                                                  | راسل وستبروک (۲)، اکلاهما سیتی تاندر                                                                             |
| ۲۰۱۷ | غرب ۱۹۲، شرق ۱۸۲                                                                                                 | (Smoothie King Center (3                                                                                         | نیواورلئان، لوئیزیانا (۳)                                                                                        | آنتونی دیویس، نیو اورلینز پلیکانز                                                                                |
| ۲۰۱۸ | تیم لبرون ۱۴۸، تیم استفان ۱۴۵                                                                                    | (Staples Center (3                                                                                               | لس آنجلس، کالیفرنیا (۴)                                                                                          | لبران جیمز (۳)، کلیوند کاوالیرز                                                                                  |
| ۲۰۱۹ | تیم لبرون ۱۷۸، تیم یانیس ۱۶۴                                                                                     | Spectrum Center                                                                                                  | شارلوت، کارولینای شمالی (۲)                                                                                      | کوین دورانت (۲)، گلدن استیت واریرز                                                                               |
| ۲۰۲۰ | تیم لبرون ۱۵۷، تیم یانیس ۱۵۵‡                                                                                    | United Center | شیکاگو، ایلینوی (۳)                                                                                              | کووای لئونارد، لس آنجلس کلیپرز                                                                                   |
| ۲۰۲۱ | TBA vs. TBA | Bankers Life Fieldhouse                                                                                          | ایندیاناپلیس، ایندیانا (۲)                                                                                       | |
| ۲۰۲۲ | TBA vs. TBA | (Rocket Mortgage FieldHouse (۲                                                                                   | کلیولند، اوهایو (۲)                                                                                              | |
| ۲۰۲۳ | TBA vs. TBA | (Vivint Smart Home Arena (۲                                                                                      | سالت‌لیک‌سیتی، یوتا (۲)                                                                                            | |

یادداشت
- * نشان دهنده آن است که در آن سال تیمی از آن شهر در NBA بازی نمی‌کرده‌است.
- ** نشان دهنده بازی در «سومین» مدیسون اسکوئر گاردن در خیابان ۸ ام بین خیابان ۴۹ و ۵۰ است که سه بازی اول NBA All-Star که در مدیسون اسکوئر گاردن (۱۹۵۴، ۱۹۵۵ و ۱۹۶۸) انجام شد در آن ورزشگاه بود.
- *** نشان دهنده بازی است که در «چهارمین» (یا فعلی از سال ۲۰۱۷) مدیسون اسکوئر گاردن است که از خیابان‌های ۳۱ تا ۳۳ از خیابان‌های ۸ تا غرب خیابان‌های هفتم بالاتر از نیمه غربی ایستگاه پن در منهتن که در فوریه ۱۹۶۸ افتتاح شد، اجرا می‌شود، تقریباً یک ماه پس از بازی ۱۹۶۸ در مدیسون اسکوئر گاردن «قدیمی».
- † نشان دهنده یک بازی آل-استار NBA است که در یک استادیوم NFL یا MLB برگزار شده‌است.
- § اشاره به یک استادیوم یا ورزشگاه دارد که نام آن تغییر کرده‌است و مسابقات بعدی آل-استار NBA با نام جایگزین بوده‌است.
- پورتلند، ساکرامنتو، ممفیس و اوکلاهماسیتی تنها شهرهای حاضر در NBA هستند که هنوز میزبان یک بازی آل-استار NBA نبوده‌اند.
- ورزشگاه‌های جدیدی که میزبان بازی All-Star نبوده‌اند: Fiserv Forum در میلواکی، TD Garden در بوستون، American Airlines Arena در میامی، Bankers Life Fieldhouse در ایندیاناپولیس (قرار است بازی ۲۰۲۱ در آن برگزار شود)، American Airlines Center در دالاس، مرکز AT&T در سن آنتونیو، Little Caesars Arena در دیترویت و Chase Center در سانفرانسیسکو.
- # آرلینگتون تگزاس در محدوده شهر خود تیمی در NBA ندارد، اما بخشی از دالاس-فورت ورث یک تیم در لیگ NBA (دالاس ماوریکس) دارد.
- ‡ اشاره به اولین بازی دارد که تحت قالب امتیازدهی ELAM انجام شد، جایی که به جای محدودیت زمانی، کوارتر چهارم زمانی پایان می‌یابد که یکی از تیم‌ها به امتیاز هدفی که تعیین شده‌است برسد. در این بازی، تیم یانیس پس از سه کوارتر ۱۳۳–۱۲۴ پیش افتاد، بنابراین امتیاز هدف ۱۵۷ تعیین شد.